# Jason Reilly
Jason Reilly (Toronto, 1980) è un danzatore canadese, primo ballerino del Balletto di Stoccarda dal 2004.

## Biografia
Jason Reilly è nato a Toronto nel 1980 e ha studiato danza alla National Ballet School. Dopo aver conseguito il diploma nel 1997, è stato scritturato dal Balletto di Stoccarda, di cui ha scalato rapidamente i ranghi: nella stagione 2000/2001 è stato promosso al rango di demi soliste, mentre nella stagione 2003/2004 è diventato primo ballerino. Nel 2015 è stato proclamato  Kammertänzerin.
Nel corso della sua carriera quasi trentennale a Stoccarda, ha danzato molti dei grandi ruoli del repertorio maschile tra cui Albrecht in Giselle (Anderson), Basilio in Don Chisciotte (Guerra), Colas ne La fille mal gardée (Ashton), Rodolfo in Mayerling (MacMillan), Desiré e l'Uccello Azzurro ne La bella addormentata (Haydée). Inoltre ha danzato tutti i maggiori ruoli maschili coreografati da John Cranko, come l'eponimo protagonista in Onegin, Siegfried ne Il lago dei cigni, Petruccio ne La bisbetica domata e Romeo in Romeo e Giulietta. Alla Staatsoper Stuttgart ha eseguito anche coreografie di altri coreografi, tra cui George Balanchine (Serenade, Symphony in C), Maurice Béjart (Bolero), David Bintley (Edward II), Jerome Robbins (Il pomeriggio di un fauno), William Fosythe, Glen Tetley, John Neumeier, Hans van Manen, Mauro Bigonzetti, Jiří Kylián e altri. Nel 2004 ha danzato nel ruolo di Stanley accanto alla Blanche di Alessandra Ferri nel Streetcar Named Desire (Neumeier), mentre nel 2006 ha fatto da partner a Evelyn Hart in occasione dell'addio alle scene della ballerina.
A livello internazionale, ha danzato in diversi spettacoli di Roberto Bolle, in scena alle Terme di Caracalla, all'Arena di Verona, a Piazza San Marco e al New York City Center. Nel 2003 è stato étoile ospite del Joffrey Ballet, danzando come Romeo nel balletto di Cranko, mentre nell'ottobre 2006 ha esordito al Covent Garden, danzando con il Royal Ballet nel Voluntaries di Tetley; sarebbe tornato a danzare alla Royal Opera House nel 2008 in Dances at a Gathering (Robbins) e nel 2013, rimpiazzando all'ultimo momento Johan Kobborg come Onegin accanto alla Tat'jana di Alina Cojocaru. Nel 2007 ha danzato nella natia Toronto, ballando come Petruccio nella Bisbetica domata con il National Ballet of Canada, mentre nel 2021 è stato Onegin alla Wiener Staatsoper.
Nel 2023 ha celebrato i suoi venticinque anni con il Balletto di Stoccarda (venti dei quali come primo ballerino), mentre nel 2024 ha interpretato Ray Barra nel film Cranko.

## Filmografia
- Cranko, regia di Joachim Lang (2024)